# Vrakháti
Vrakháti (Vrachati) är en ort i Grekland.   Den ligger i prefekturen Nomós Korinthías och regionen Peloponnesos, i den sydöstra delen av landet, 80 km väster om huvudstaden Aten. Vrakháti ligger 9 meter över havet och antalet invånare är 3 338.
Terrängen runt Vrakháti är platt åt nordost, men åt sydväst är den kuperad. Havet är nära Vrakháti åt nordost. Runt Vrakháti är det tätbefolkat, med 331 invånare per kvadratkilometer. Närmaste större samhälle är Korinth, 12,9 km öster om Vrakháti. 